# Peter van Joigny
Peter van Joigny (circa 1185 - april 1222) was van 1220 tot aan zijn dood graaf van Joigny. Hij behoorde tot het huis Joigny.

## Levensloop
Peter was de oudste zoon van graaf Willem I van Joigny uit diens eerste huwelijk met Adelheid van Courtenay, dochter van Peter van Frankrijk, heer van Courtenay.
In 1220 werd hij na de dood van zijn vader graaf van Joigny. Als vazal van het graafschap Champagne moest hij regentes Blanca van Navarra huldigen. Het jaar nadien huldigde hij Mathilde van Courtenay, gravin van Nevers. Als eigenaar van het kasteel vanCoulanges-la-Vineuse stond hij namelijk onder de suzereiniteit van het graafschap Nevers.
Peter van Joigny was gehuwd met ene Elisabeth, wier afkomst onbekend gebleven is. Het huwelijk bleef echter kinderloos. Hierdoor werd hij na zijn dood in 1222 als graaf van Joigny opgevolgd door zijn halfbroer Willem II.